# Georg Bernd
Georg Bernd SVD (* 19. April 1906 in Pirmasens; † 17. März 1944 auf dem Flughafen Wewak, Papua-Neuguinea) war ein deutscher römisch-katholischer Geistlicher, Steyler Missionar und Märtyrer.

## Leben
Georg Bernd, Sohn eines Kaufmanns, machte 1926 Abitur an einem altsprachlichen Gymnasium und trat im Missionshaus St. Wendel in den Orden der Steyler Missionare ein. Er studierte im Missionshaus St. Augustin bei Bonn, legte dort 1930 seine Ewigen Gelübde ab und wurde am 21. September 1935 zum Priester geweiht. 1936 verließ er Deutschland für die Ozeanienmission und wirkte auf der Missionsstation Marienberg am Sepik-Fluss (Papua-Neuguinea). Nach der Besetzung von Papua-Neuguinea durch japanische Invasionstruppen 1942 wurde er 1943 zu Zwangsarbeit verpflichtet und am 17. März 1944 auf dem Flughafen Wewak (auch: Boram) bei einem Bombenangriff getötet.

## Gedenken
Die Römisch-katholische Kirche in Deutschland hat Pater Georg Bend als Märtyrer in das deutsche Martyrologium des 20. Jahrhunderts aufgenommen.